# 妻は告白する
『妻は告白する』（つまはこくはくする）は、円山雅也の小説「遭難・ある夫婦の場合」を原作とした映画・ドラマ化作品である。同小説は月刊誌『文芸春秋』の昭和36年7月号に掲載された。映画化ののち、1994年に「緊急避難―妻は告白する」と改題されて『穂高Ｓ壁の殺意―弁護士入江卓夫の事件メモ』に収録された。

## 映画
1961年公開。大映（現・角川映画）配給。モノクロ。

### あらすじ
滝川彩子は、夫の亮吉と若い幸田と登山中に遭難し、夫のザイルを切って死に追いやった。滝川夫婦は不幸な結婚であり、彩子は幸田に好意を寄せていた。彩子がザイルを切ったのはやむを得ない措置だったのかそれとも故意か、裁判である判決が下されるが、意外な結末が訪れる。

### キャスト
- 滝川彩子 - 若尾文子
- 幸田修 - 川口浩
- 滝川亮吉 - 小沢栄太郎
- 宗方理恵 - 馬渕晴子
- 杉山弁護士 - 根上淳
- 葛西検事 - 高松英郎
- 内海裁判長 - 大山健二
- 浦田宏 - 小山内淳
- 宮内恵子 - 村田扶実子
- 山案内人 - 此木透
- 平田 - 夏木章
- 警察官 - 酒井三郎
- 魚料理屋女将 - 新宮信子
- 新聞記者A - 仲村隆
- 新聞記者B - 武江義雄
- 新聞記者C - 佐藤八郎
- 新聞記者D - 大川修
- 幸田の同僚A - 飛田喜佐夫
- 幸田の同僚B - 森矢雄二
- 幸田の同僚C - 中田勉
- 総務部長 - 谷謙一
- 給仕 - 山中和子
- 警察医 - 杉森麟
- 係官 - 原田弦
- 警官 - 網中一郎

### スタッフ
- 監督 - 増村保造
- 脚色 - 井手雅人
- 企画 - 土井逸雄
- 撮影 - 小林節雄
- 音楽 - 眞鍋理一郎
- 美術 - 渡辺竹三郎
- 録音 - 長谷川光雄
- スクリプター - 薫森良民
- 照明 - 渡辺長治

## サウンドトラック
- 妻は告白する/刺青 オリジナル・サウンドトラック（2021年11月24日/CINEMA-KAN/規格番号CINK-121)

「刺青」とのカップリング。本編未使用の音源も収録されている。

## TVドラマ

### 1963年版
1963年6月7日 - 8月30日にフジテレビをキー局に毎週金曜日21:45 - 22:15（JST）にて放送された。

#### キャスト
- 高千穂ひづる
- 松本朝夫
- 露口茂
- 戸浦六宏

#### スタッフ
- 脚本 - 西島大

### 1974年版
1974年5月6日 - 7月5日にTBS「花王 愛の劇場」枠にて放送された。

#### キャスト
- 紀子 - 磯野洋子
- 岡田英次
- 小野寺昭
- 岩崎和子
- 野口ふみえ

#### スタッフ
- 脚本 - 浅川清道

### 1983年版
『一周年記念特別企画 妻は告白する 女の体の中には自分でも気づかない魔性がいた!』のタイトルで、1983年4月23日にTBS「ザ・サスペンス」枠にて放送された。

#### キャスト
- 滝川彩子（被告人） - 夏目雅子
- 幸田修（春秋社 美術出版企画室） - 勝野洋
- 宗方理恵（幸田の婚約者） - 中井貴惠
- 滝川亮吉（彩子の夫・大学助教授） - 江原真二郎
- 杉山弁護士 - 小池朝雄
- 原田三郎（長野県警 刑事部長） - 出光元
- 検事 - 神山繁
- 裁判長 - 渥美国泰
- 理恵の母 - 丹阿弥谷津子
- 浦田宏（登山家） - 福田豊土
- 平田一義（運動具店主） - 小鹿番
- 宮内恵子（滝川家の家政婦） - 宮内順子
- 幸田の上司 - 上田忠好
- 矢島兵造（山案内人） - 佐藤晟也
- 記者 - 辻三太郎
- 記者 - 村山竜平
- 記者 - 真田五郎
- 平井雅士
- 村上幹夫
- 長谷川弘
- 陪審員 - 山田光一
- 陪審員 - 山浦栄
- 刑事 - 高野隆志
- 警官 - 木村修
- 幸田の隣人 - 伊藤慶子
- 裁判所女性職員 - 八百原寿子
- 幸田の同僚 - 久保田薫
- 藤原真理子
- 北原千津子
- 大串知子
- 三上博子
- 谷山美恵
- 久慈英朗
- 生江和夫
- 矢尾一樹
- 平垣達也
- 内田修司
- 福岡康裕

#### スタッフ
- 監督 - 瀬川昌治
- 脚本 - 井手雅人
- 音楽 - 義野裕明
- プロデューサー - 近藤照男、樋口祐三
- 撮影 - 林兆
- 美術 - 金子元昭
- 照明 - 川崎保之丞
- 録音 - 川田保
- 編集 - 菅野順吉
- 助監督 - 佐藤武光
- 記録 - 新藤郷子
- 製作担当 - 新井英夫
- 製作主任 - 竹山昌利
- 製作助手 - 大崎裕伸
- 製作デスク - 川原一哲、多賀さつき
- 撮影助手 - 今泉尚亮
- 照明助手 - 本田純一
- 録音助手 - 舛森強
- 整音 - 岩田広一
- 選曲 - 山本逸美
- 効果 - 原田千昭
- 装置 - 脇田紀三郎
- 装飾 - 佐藤信夫（大晃商会）
- 衣裳 - 坂下英明（東京衣裳）
- 美粧 - 武藤佳子（入江美粧）
- タイトル - 鶴間信明
- 山岳指導 - 眞田平次
- 現像 - 東映化学（現・東映ラボ・テック）
- プロデューサー補 - 加藤直三
- 製作 - TBS、近藤照男プロダクション

#### テーマ曲
- 「メロディーラブ」 歌 - ピエール・ポルト
  - レーベル - ビクターレコード（現・ビクターエンタテインメント）

| TBS 花王 愛の劇場                    | TBS 花王 愛の劇場                    | TBS 花王 愛の劇場               |
| 前番組                               | 番組名                               | 次番組                          |
| ------------------------------------ | ------------------------------------ | ------------------------------- |
| 五番町夕霧楼 （1974.3.4 - 1974.5.3） | 妻は告白する （1974.5.6 - 1974.7.5） | 母の鈴 （1974.7.9 - 1974.8.30） |